# Antrohyphantes
Antrohyphantes este un gen de păianjeni din familia Linyphiidae.
Cladograma conform Catalogue of Life:
| Antrohyphantes | \| \| Antrohyphantes balcanicus \| \| \| \| \| \| Antrohyphantes rhodopensis \| \| \| \| \| \| Antrohyphantes sophianus \| \| \| \| |
|                | \| \| Antrohyphantes balcanicus \| \| \| \| \| \| Antrohyphantes rhodopensis \| \| \| \| \| \| Antrohyphantes sophianus \| \| \| \| |
|                | Antrohyphantes balcanicus |
|                | |
|                | Antrohyphantes rhodopensis |
|                | |
|                | Antrohyphantes sophianus |
|                | |